# Rijmbijbel
De Rijmbijbel van Jacob van Maerlant is een vertaling / bewerking van de Historia scholastica van Pierre le Mangeur alias Petrus Comestor († 1179), een toonaangevend handboek Bijbelse geschiedenis (lett. heilsgeschiedenis voor de schoolbanken), dat gebruikt werd aan de theologische faculteit te Parijs.

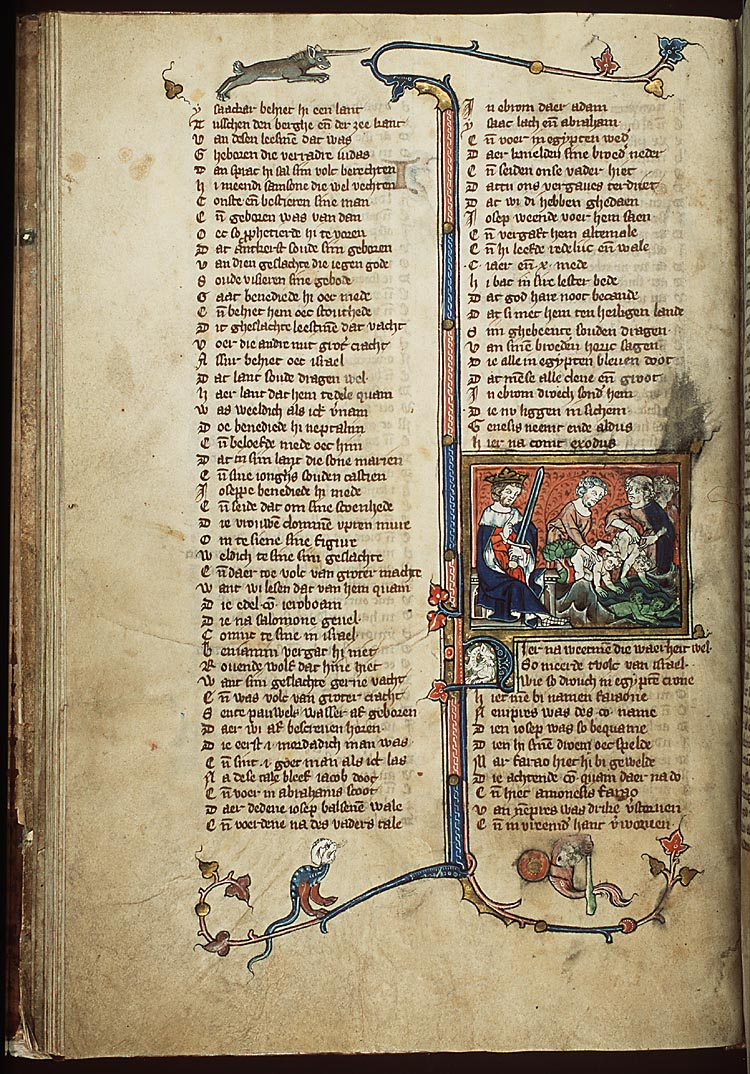
Jacob van Maerlant, Rijmbijbel folium 20 verso verlucht door Michiel van der Borch te Utrecht in 1332. De pagina bevat de passage uit Exodus met de farao die opdracht geeft alle pasgeboren Joodse baby's van het mannelijk geslacht te doden.

## Algemeen
In het oudst bewaard gebleven handschrift KB Brussel Ms. 15001 telt de tekst (ca.) 27.081 versregels in de diplomatische editie van M. Gysseling (1983), die gestructureerd zijn door middel van lombarden én miniaturen. Latere veertiende-eeuwse kopiisten/redacteurs hebben de doorlopende tekst opgedeeld in hoofdstukken en die van een hoofdstuktitel en een hoofdstuknummer voorzien. Zo maakten zij overeenkomstig de nieuwe eisen die de verschriftelijking van de stedelijke samenleving aan dit soort boeken stelde van een 'ouderwetse' voorleestekst een 'modern' naslagwerk, compleet met koptitels en een inhoudsopgave. Zo'n verrijkte versie is afgedrukt in de kritische editie van J. David (1858-1859).
Voor wie en waarom Jacob deze vertaling/bewerking maakte, vermeldt Jacob niet (in de bewaard gebleven handschriften). Wél dat hem vervolgens door diezelfde opdrachtgever gevraagd werd om ook de (lange), aan Rufinus van Aquileia toegeschreven, Latijnse vertaling van Flavius Josephus' in het Grieks geschreven De bello judaico (De Joodse oorlog) te vertalen, wat Jacob deed onder de 'titel' Die Wrake van Jherusalem. Deze vertaling/bewerking werd toegevoegd aan de vertaling/bewerking van de Historia scholastica, maar is in wezen een afzonderlijke tekst (r. 27.082-34.850 in de editie-Gysseling, deel 3 in de editie-David onder de titel Die Wrake van Jherusalem). Jacob voltooide dit tweeluik op 25 maart 1271 (Maria Boodschap), maar gedurende de middeleeuwen ook de dag waarop Goede Vrijdag viel. De datering kan (en zal ook wel) reëel zijn, maar is daarnaast ook zeer symbolisch.
De benaming 'Rijmbijbel' is in wezen onjuist, aangezien het niet om een berijmde vertaling/bewerking van de Bijbel gaat. Zelf noemde Jacob van Maerlant zijn vertaling/bewerking Scolastica in dietschen, dat wil zeggen: de Historia scholastica in de (Dietsche) volkstaal. De benaming 'Rijmbijbel' dateert al uit de late middeleeuwen en is waarschijnlijk bedoeld om Jacobs berijmde bewerking te onderscheiden van de in proza geschreven Historiebijbel.
Jacob bewerkte de Historia scholastica nogal eigenzinnig. Het historische 'verhaal' van Comestor was voor hem (veel) minder belangrijk dan de spiegeling van het joodse Oude Testament aan het christen Nieuwe Testament. Evenzo boog hij Flavius Josephus' verslag over de Joodse opstand tegen de Romeinen - die begon in het jaar 68 en leidde tot de val van Jeruzalem en de verwoesting en plundering van de joodse tempel in het jaar 70 - om naar de interpretatie dat dit de wraak van God was voor de kruisdood van Jezus Christus, een interpretatie die geen enkele grond vindt in het werk van Flavius Josephus zelf, maar vermoedelijk bedacht of doorgedrukt is door Eusebius van Caesarea (c 263 – † 339?) en officieel werd ingevoerd op het eerste Concilie van Nicea (325).
In 2023 wordt de Rijmbijbel tentoongesteld in het KBR Museum. 

## Overlevering

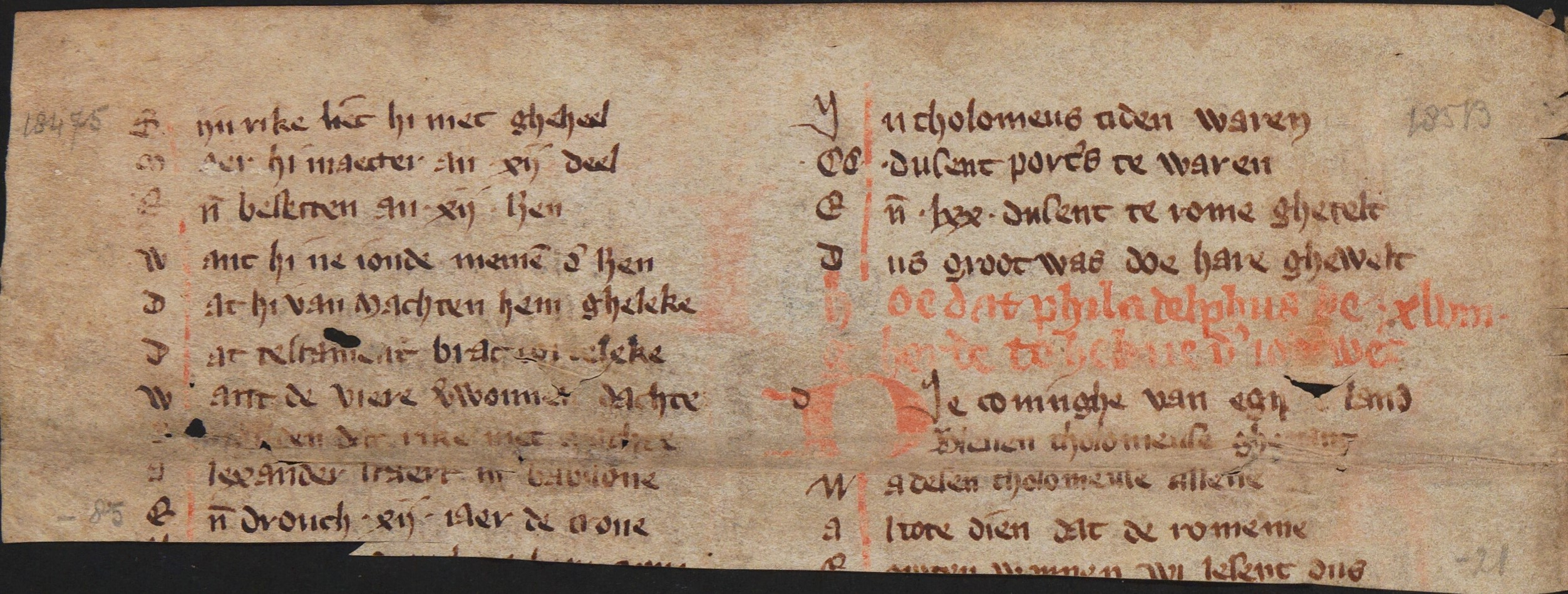
Fragment uit handschrift 1250. Vervaardigd in de tweede helft van de veertiende eeuw.

Van geen ander werk van Jacob van Maerlant zijn zoveel handschriften bewaard gebleven: 15 handschriften uit verschillende regio's van de middeleeuwse Nederlanden, daterend van de late 13e tot en met de 15e eeuw, zowel op perkament als op papier, sommige sober, andere schitterend geïllumineerd, zoals het handschrift KB Brussel 15001 en het hs. Museum Meermanno, 10 B 21. Dit laatste exemplaar bevindt zich in het Museum Meermanno-Westreenianum in Den Haag. Het werd in 1332 voorzien van 64 miniaturen door de Utrechtse boekverluchter Michiel van der Borch en is daarmee een van de rijkst geïllustreerde exemplaren die bewaard bleven. Niet alleen volledige handschriften zijn bewaard gebleven, ook fragmenten werden over de hele Nederlanden teruggevonden. Zo zijn er in de Universiteitsbibliotheek Gent zeven fragmentjes overgebleven uit het oorspronkelijk manuscript. De fragmenten werden vervaardigd in de tweede helft van de veertiende eeuw in de Nederlanden.
Jacobs Scolastica en vooral de daaropvolgende Wrake moet (ook) voor zijn tijdgenoten nogal duister geweest zijn door de compacte formulering, de onbekendheid met de stof en de stortvloed aan onbekende eigennamen. Meer dan eens weken latere kopiisten af van de oorspronkelijke lezing om van wat er onduidelijk uitzag iets begrijpelijks te maken. De tekst bleef het zuiverst bewaard in het oude handschrift KB Brussel 15001 en het jonge handschrift UB Leiden BPL 14C. Ook in de handschriftelijke overlevering van Jacobs Scolastica/Wrake gaat de regel op: hoe mooier het handschrift des te onbetrouwbaarder de tekst.

## Edities
- Rymbybel van Jacob van Maerlant, met voorrede, varianten van hss., aenteekeningen en glossarium, op last van het Gouvernement en in naem der Koninklyke Akademie van Wetenschappen, Letteren en Fraeye kunsten voor de eerste mael uitgegeven door J. David. 3 dln. Brussel, 1858–1859.
- Maurits Gysseling (ed.), 'Rijmbijbel', in: Corpus van Middelnederlandse teksten (tot en met het jaar 1300), Reeks II: Literaire handschriften, deel 3. Leiden 1983.

## Studies
- R.E.O. Ekkart, De Rijmbijbel van Jacob van Maerlant. Een in 1332 voltooid handschrift uit het Rijksmuseum Meermanno-Westreenianum. Den Haag 1985.
- Jaap van Moolenbroek en Maaike Mulder (red.), Scolastica willic ontbinden. Over de Rijmbijbel van Jacob van Maerlant. Hilversum 1991.
- Karina van Dalen-Oskam, Studies over Jacob van Maerlants Rijmbijbel. Hilversum 1997.
- Willem Kuiper, 'Die Destructie van Jherusalem in handschrift en druk', in: Voortgang, jaarboek voor de neerlandistiek 25 (2007), p. 67-88.
- Claudine A. Chavannes-Mazel, Maerlants Rijmbijbel in Museum Meermanno. De kracht van woorden, de pracht van beelden. Met vertalingen uit het Middelnederlands van het handschrift 10 B 21 door Karina van Dalen-Oskam en Willem Kuiper. Den Haag 2008.
- Jan Pauwels en Bram Caers (red.), De Rijmbijbel van Jacob van Maerlant. Het oudste geïllustreerde handschrift in het Nederlands, 2023. ISBN 9789462988545